# Werther
Werther je lirična opera v treh dejanjih Julesa Masseneta. Libreto so po Goethejevem romanu Trpljenje mladega Wertherja spisali E. Blau, P. Millet in G. Hartmann. Besedilo opere se osredotoča le na osrednji in dominantni motiv, in sicer na ljubezen med Charlotto in Wertherjem. Ostalo dogajanje služi le kot kontrast osrednjemu motivu. Krstna predstava je bila v dunajski Operi v nemškem prevodu 16. februarja 1892.
Najbolj znan odlomek iz opere je Wertherjeva arija iz tretjega dejanja Pourquoi me réveiller?
Slovenska praizvedba opere je bila 30. januarja 1909 v Ljubljani. Libreto je tedaj prevedel Milan Pugelj. Kasneje je bila opera večkrat na sporedu ljubljanske Opere (mdr. v sezonah 1921/1922, 1930/1931, 1953/54).

## Osebe
- Werther, mlad pesnik - tenor
- Albert - bariton
- Sodnik - bas
- Schmidt, sodnikov prijatelj - tenor
- Johann, sodnikov prijatelj - bariton
- Charlotte (Lotte), sodnikova hčerka - mezzosopran
- Zofija, njena sestra - sopran
- Otroci: Fritz, Gretel, Klara, Max, Hans.

## Vsebina
Godi se leta 1780, med julijem in decembrom, v nemškem mestu Wetzlar.

### Prvo dejanje
Sodnikov dom.
Stari sodnik že julija uči svoje otroke peti božično pesem. Njegova prijatelja Johann in Schmidt se temu početju posmehujeta, sodnik pa trdi, da je z učenjem treba pričeti zgodaj. V živahnem pogovoru omenjajo tudi starejšo hčerko Lotto, ki se pripravlja na ples; pa čudaka, sicer prav čislanega gospoda Wertherja in končno Lottinega zaročenca Alberta, katerega vrnitev s potovanja pričakujejo naslednjega dne. Kmalu po odhodu prijateljev prispe Werther. Mladenič občuduje bujno naravo. Še bolj pa ga navduši prisrčna in neprisiljena ljubeznivost Charlotte do otrok, ki jim je druga mati. Vsi oddidejo, Zofija ostane sama.  
Nepričakovano predčasno pride Albert, ki je hotel presenetiti svojo zaročenko. Iz razgovora z Zofijo izve, da ga vsi željno pričakujejo in nanj mislijo. Ob luninem svitu se vračata Lotta in Werther. On ji izpove svojo ljubezen. V tem prihiti oče z novico, da jo že nestrpno pričakuje Albert. Charlotta je razpeta med obljubo, ki jo je dala materi pred smrtjo, da se bo poročila z Albertom in zdaj izpovedano ljubeznijo. Werther zasluti, da je zanj nedosegljiva.

### Drugo dejanje
Pod lipami.
Trije meseci so minili. Srečen vodi Albert svojo ženo Lotto v cerkev. Rad bi le vedel, če ona uživa z njim tudi zadovoljnost in mir. Mirno mu zatrjuje Lotta, da ji ob blagem, dobrem možu ne more ničesar motiti dušnega miru. Kot senca jima sledi Werther; njega preganja žalost, da je drug moški njen soprog, saj jo le sam zares ljubi. Pobitega in izmučenega ga odslovi Albert. Srečo mu kali dvom. Ko je bila njegova žena še svobodna, sta se z Wertherjem srečala.
V tem prihiti Zofija. Naivno in živahno njeno pripovedovanje vzbuja v Wertherju temne misli. Albert ga opozarja na njo, ki se mu otroško dobrika. Werther je zbegan, saj njegova ljubezen do Lotte ni čista. Izbirati mora med večnim trpljenjem ali neprestano lažjo. Mora stran, toda ne more, saj ga vleče hrepenenje le k Charlotti. Tedaj se vrne Charlotta, ki jo je molitev okrepila. V njej je našla moč, da mirno in stanovitno kljubuje vsem izkušnjavam. Svetuje Wertherju, naj odpotuje. Prizadetega tolaži, naj misli nanjo in naj se vrne ob božiču. Werther je nasvet trdno odločen poslušati, vendar ga prične preganjati misel na samomor. V tem premišljevanju ga najde Zofija, ki mu pride naznanit začetek zabave. Vendar Werther odhiti in pusti začudeno dekletce samo. Ona potoži svoji sestri, da je Werther za večno odšel. Lotta je presunjena, Albert pa spozna, da jo Werther ljubi!

### Tretje dejanje
Božični dan. 
Otožna in zamišljena prebira Lotta Wertherjeva pisma, ki ji piše iz svojega pregnanstva. So polna žalosti. Posebno nejasno pa je poslednje pismo, ki omenja božični dan. Obišče jo Zofija. Z njo pride veselje in smeh. Toda opazila je, da so vsi čemerni, odkar je Werther odšel. V Lotti prekipi čustvo, oblijejo jo solze. Zofija jo povabi domov; tam bo veselo na božični večer. Po njenem odhodu jo preveva obup. V vroči molitvi se obrača k Bogu, ki mu še zaupa in ki jo naj podpre v slabosti. 
Pojavi se Werther. Še na pragu se je obotavljal, hotel je stran. Na videz mirno in ljubeznivo ga sprejme Lotta: dobrodošel je, saj se ga vsi radi spominjajo, in tudi hiša, ki je ostala, kot je bila, zdi se kot bi se ga spominjala. Vse je kot nekdaj, le srca ...
Lotta ga spomni na Ossianove pesmi, ki jih je nekdaj začel prevajat. V razburjenju, ki se loteva Charlotte, spozna Werther njeno duševno stanje. Na njenih ustnah gori še neubran poljub, zdaj ga zahteva. Zastonj se Lotta upira, ljubezen je močnejša. V objemu ljubljenega moža jo zapusti zavest. Toda isti hip se zave in zbeži. Zaman jo kliče Werther nazaj. Obupan napiše poslovilno pismo in s samokresom odhiti v noč.
Albert se vrne. Čudno se mu zdi, da so hišna vrata odprta. Izvedel je za Wertherjevo vrnitev. Na njegov poziv prihiti Lotta. Zbegana je. Na mizi najde pismo. Werther se poslavlja, odhaja na dolgo pot. Neizrečen sum vrže svojo senco nad zakonca, Albert se komaj brzda, zato odide. Lotta se hitro odpravi, da bi preprečila najhujše. Vendar najde Wertherja že umirajočega. Ko umre na njenih rokah, se zgrudi Lotta nezavestna, iz daljave pa se sliši vesela božična pesem: "Dete se rodilo, ki nas vse je odrešil."

## Glasbeni primer
- Arija Wertherja Pourquoi me réveiller? iz tretjega dejanja